# コマルカ・デ・カルダス
コマルカ・デ・カルダス（Comarca de Caldas）はガリシア州ポンテベドラ県のコマルカで、同県の北西部に位置する。
カルダス・デ・レイス、カトイラ、クンティス、モラーニャ、ポンテセスーレス、ポルタス、バルガの7自治体によって構成される。
隣接するコマルカは、北がウジャ川を隔ててア・コルーニャ県のコマルカ・ド・サールと、東がコマルカ・デ・タベイロス＝テーラ・デ・モンテス、南がコマルカ・デ・ポンテベドラと、西がウジャ川を隔ててア・コルーニャ県のコマルカ・ド・バルバンサと接している。
面積は288.6km²で、2010年の人口は35,411人（2009年：35,407人、2007年：35,108人）。コマルカの中心地区は自治体カルダス・デ・レイスのカルダス・デ・レイス教区のカルダス・デ・レイス地区。

## 地理
| コマルカ・デ・カルダスの構成自治体（2010年）           |            |             |                    |
| 自治体                                                 | 人口（人） | 面積（km²） | 人口密度（人/km²） |
| カルダス・デ・レイス                                   | 10,045     | 68.2        | 147.3              |
| カトイラ                                               | 3,469      | 29.4        | 118.0              |
| クンティス                                             | 5,115      | 79.8        | 64.1               |
| モラーニャ                                             | 4,434      | 41.3        | 107.4              |
| ポンテセスーレス                                       | 3,143      | 6.7         | 459.4              |
| ポルタス                                               | 3,078      | 22.6        | 139.1              |
| バルガ                                                 | 6,127      | 40.6        | 150.9              |
| 計                                                     | 35,411     | 288.6       | 122.7              |
| 出典: INE（スペイン国立統計局）、IGE（ガリシア統計局） |            |             |                    |